# LG Viewty (KU990)
LG KU990 được biết đến cái tên LB Viewty trên thị trường, là điện thoại di động có chụp ảnh độ phân giải cao đầu tiên trên thế giới vào năm 2007, với doanh số bán ra khoảng 3 triệu chiếc trên toàn cầu.

## Tổng quan
Tính năng đáng chú ý nhất của LG KU990 Viewty là camera có độ phân giải là 5 triệu điểm ảnh (5.0mpx), với ống kính có thể zoom như một máy ảnh chuyên dụng. Vì thiết kế chuyên cho chụp ảnh nên ở KU990 Viewty cũng có một số tùy chỉnh như: zoom 16x, auto-focus, đèn flash Xenon, ống kính Schnelder Kreuznach tự động lấy nét, cân bằng trắng, macro ISO,...
Điểm nổi bật thứ hai ở KU990 Viewty là một màn hình cảm ứng lớn chiếm trọn toàn bộ bề mặt trước của nó và chỉ có khoảng 6 nút bấm nhỏ ở bên dưới. Màn hình của LG KU990 Viewty hiển thị khá sắc nét ngay cả dưới trời nắng.
LG KU990 Viewty sở hữu rất nhiều tính năng giải trí đáng chú ý như: xem phim chất lượng video (DivX), nghe nhạc MP3, Radio, chơi game,... LG KU990 Viewty còn có một số kết nối đáng chú ý như: 3G, USB, Bluetooth, HSDPA, Edge, GPRS.
Ngoài những điểm kể trên, KU990 Viewty cũng có một số những điểm trừ như: không có wifi, máy khá dày và nặng, thời lượng pin ít.

## Tính năng
- Kích thước: 103.5 x 54.4 x 14.8 mm
- Trọng lượng: 112g
- Màn hình: 3inches, TFT-Touchscreen, hiển thị tối đa 256k màu.
- Giải trí: MP3, xem phim DivX, radio, games, chụp hình 5.0mpx
- Kết nối: Bluetooth, USB, 3G, GPRS, HSDPA, Edge.
- Pin: Li-Ion 1000 mAh
- Thời gian gọi: 4 giờ
- Thời gian chờ: 430 giờ